# Orimarga javana
Orimarga javana är en tvåvingeart som beskrevs av De Meijere 1913. Orimarga javana ingår i släktet Orimarga och familjen småharkrankar. Inga underarter finns listade i Catalogue of Life.